# ヴォヤージ・オブ・ジ・アカライト
『ヴォヤージ・オブ・ジ・アカライト』（Voyage of the Acolyte）は、イギリスのギタリスト、スティーヴ・ハケットが1975年に発表した、ソロ名義では初のスタジオ・アルバム。

## 背景
ジェネシス在籍時に制作・発表され、ジェネシスのマイク・ラザフォードとフィル・コリンズもレコーディングに参加した。また、「ア・タワー・ストラック・ダウン」ではパーシー・ジョーンズ、「スターズ・オブ・シリウス」ではジョン（ジョニー）・ガスタフソンがベースを弾いている。
ハケット自身は本作のコンセプトに関して「正にタロット・カードの概念に基づいていて、私はカードが意味するものを音楽的に表現しようと試みた」と説明している。

## 反響・評価
イギリスでは1975年11月1日付の全英アルバムチャートで初登場を果たし、4週トップ100入りして最高26位を記録した。アメリカでは1976年5月8日付のBillboard 200で191位に達した。
Mike DeGagneはオールミュージックにおいて5点満点中4点を付け「プログレッシブ・ミュージックの本質を完璧に描写している」と評している。

## 収録曲
特記なき楽曲はスティーヴ・ハケット作。
1. エース・オブ・ワンズ - "Ace of Wands" - 5:24
2. ハンズ・オブ・ザ・プリーステス（パート1） - "Hands of the Priestess, Part I" - 3:31
3. ア・タワー・ストラック・ダウン - "A Tower Struck Down" (Steve Hackett, John Hackett) - 4:49
4. ハンズ・オブ・ザ・プリーステス（パート2） - "Hands of the Priestess, Part II" - 1:34
5. ザ・ハーミット - "The Hermit" - 4:49
6. スター・オブ・シリウス - "Star of Sirius" - 7:07
7. ザ・ラヴァーズ - "The Lovers" - 1:49
8. シャドウ・オブ・ザ・ハイアラファント - "Shadow of the Hierophant" (S. Hackett, Mike Rutherford) - 11:43

### 2005年リマスターCDボーナス・トラック
1. エース・オブ・ワンズ（ライヴ） - "Ace of Wands (Live)" - 6:30
2. シャドウ・オブ・ザ・ハイアラファント（エクステンデッド・プレイアウト・ヴァージョン） - "Shadow of the Hierophant (Extended Playout Version)" (S. Hackett, M. Rutherford) - 17:01

## 参加ミュージシャン
- スティーヴ・ハケット - ギター、ボーカル、メロトロン、ハーモニウム、ベル、オートハープ、エフェクト
- ジョン・ハケット - フルート、アープ・シンセサイザー、ベル
- ジョン・アコック - ストリングアンサンブル、メロトロン、ハーモニウム、ピアノ
- マイク・ラザフォード - ベース、ベース・ペダル、ファズ・12弦ギター
- パーシー・ジョーンズ - ベース(on #3)
- ジョン・ガスタフソン - ベース(on #6)
- フィル・コリンズ - ボーカル、ドラムス、ヴィブラフォン、パーカッション
- サリー・オールドフィールド - ボーカル
- ロビン・ミラー - オーボエ、コーラングレ
- ナイジェル・ウォーレン＝グリーン - ソロ・チェロ